# Tumo

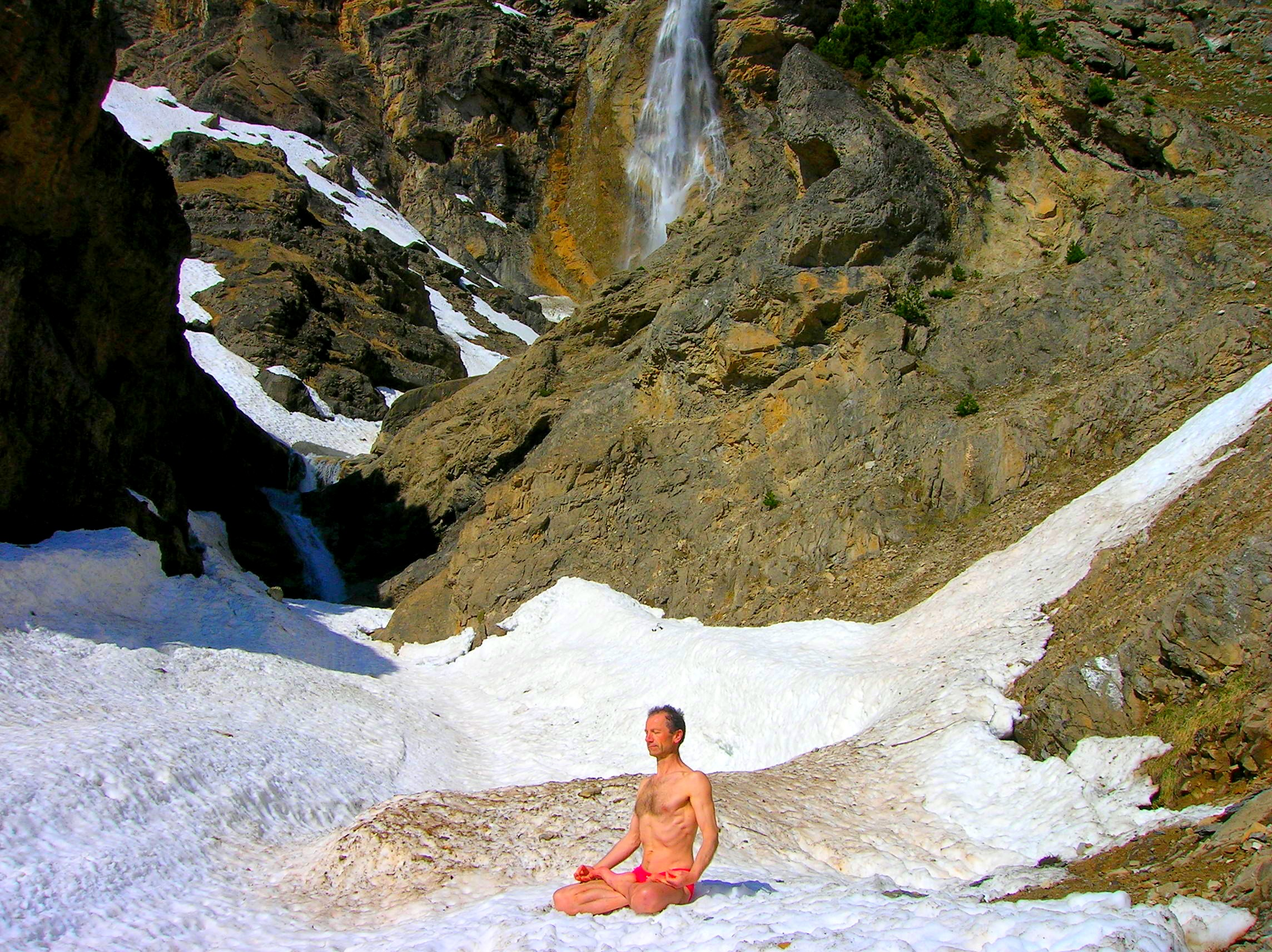
Tumo in de praktijk - Pyreneeën, Spanje

Tumo of Tummo is een meditatie-techniek die gebruikt wordt in het Tibetaanse boeddhisme. Tumo-meditatie, beoefend onder leiding van een gekwalificeerde goeroe, wordt vaak geassocieerd met beschrijvingen van intense sensaties van lichaamswarmte, die eerder een effect dan een doel van de beoefening zijn.
Wim Hof, bekend als de The Iceman, is een beoefenaar van Tumo.